# 寶瓶座U
寶瓶座U（U Aquarii、U Aqr）是位於寶瓶座的一顆恆星，屬於北冕座R型變星。該恆星的視星等在10.6到15.9之間變化。有觀測證據顯示寶瓶座U可能是尚未被證實存在的索恩－祖特阔夫天体。